# Île Smyley
Ne doit pas être confondu avec Smiley.
L'île Smyley est une île de l'Antarctique au large de la péninsule Antarctique. Elle est l'une des 27 îles de la terre de Palmer. Elle se trouve à environ 20 kilomètres au nord de l'île Case et l'île est au contact de la barrière de glace Stange. Smyley est séparée de l'île Alexandre-Ier par l'entrée Ronne et est baignée au nord par la mer de Bellingshausen.

## Découverte
Le territoire de l'île Smyley est découvert en 1939-1941 par l'United States Antarctic Program. Il est alors considéré comme une péninsule du continent antarctique. Il reçoit le nom de cap Smyley en l'honneur du capitaine William Horton Smyley, maître sur le vaisseau de chasse aux phoques Ohio en 1841-1842. En 1968, l'île est identifiée comme telle sur une carte de l'United States Geological Survey, sous le nom d'île Smyley.

## Faune
D'après des images satellite de 2009, la banquise côtière du nord de l'île abrite une colonie d'environ 6 000 manchots empereurs.